# Gaëlle Le Hir
Gaëlle Le Hir (født 27. maj 1990 i Brest, Frankrig) er en kvindelig fransk håndboldspiller, der spiller i Brest Bretagne Handball i Division 1 Féminine, som stregspiller.